# MC Solaar
MC Solaar, pseudonimo di Claude M'Barali (Dakar, 5 marzo 1969), è un rapper francese.

## Biografia
Il 7 dicembre del 2003 si è sposato con Chloé Bensemoun e il 7 maggio del 2004 è nato il suo primo figlio, Roman. Nel 2007 la coppia ha avuto una figlia, Bonnie.

## Carriera
Claude M'Barali è nato a Dakar, in Senegal, da genitori di origine ciadiana. Quando aveva 6 mesi, a causa di problemi politici in Senegal, i suoi genitori emigrarono in Francia, stabilendosi a Parigi. All'età di 12 anni scoprì Afrika Bambaataa e la Zulu Nation. Rimase affascinato dalla cultura hip hop. Coniò il nome d'arte MC Solaar nella sua adolescenza dai suoi tag graffiti "Soar" e "Solaar". Studiò lingue all'università a Jussieu. Pubblicò il suo primo singolo, Bouge de là, nel 1990, che ebbe molto successo. Bouge de là campionava The Message dei Cymande.
Alla fine del 1991 MC Solaar pubblicò il suo album di debutto, Qui sème le vent récolte le tempo che vendette 400 000 copie in Francia. Con il successo dell'album, MC Solaar iniziò un tour in Polonia e Russia. Nel 1994 uscì il suo secondo album, Prose combat, che vendette nella prima settimana 100 000 copie. Solaar tornò in studio nel 1997 con il suo terzo album, Paradisiaque. Nel 1993 partecipò al progetto Jazzmatazz del rapper statunitense Guru, nel pezzo Le Bien, le Mal.
Nel 1998 esce un album di 11 tracce, con titolo uguale al nome d'arte dell'artista, MC Solaar. L'album ha un sound molto simile a quello del rap East Coast. Nel 2001 pubblicò il suo quinto album, Cinquième as e Mach 6 nel 2003. Entrambi gli album sono accolti bene dalla critica.
Da Vinci Claude è il primo singolo estratto dal suo album Chapitre 7 commercializzato il 18 giugno 2007.

### Vertenza giudiziaria con Polydor
Dopo il successo del secondo album Prose combat, MC Solaar incise numerose canzoni, sufficienti per due album, che consegnò alla sua casa discografica, la Polydor, perché fossero pubblicate entro tre mesi in un album doppio. La Polydor, tuttavia, li pubblicò separatamente, a giugno 1997 Paradisiaque e a luglio 1998 MC Solaar. Solaar citò quindi in giudizio la Polydor.
Nel 1997 i prud'hommes (il primo livello della giustizia francese nelle questioni di lavoro) stabilirono che la Polydor non aveva rispettato le clausole del contratto con MC Solaar, non pubblicando in tempo debito la totalità delle registrazioni ricevute da MC Solaar. La decisione, confermata dalla Corte d'appello di Parigi nel 2002 e poi dalla Corte di cassazione nel 2004, proibì alla Polydor (poi acquisita dal gruppo Universal Music) di pubblicare i quattro primi album di MC Solaar rimanendone però proprietaria. I quattro album furono quindi ritirati dal commercio e dalle piattaforme di streaming, e lo rimasero per moltissimi anni, in mancanza di un accordo tra MC Solaar e la casa discografica. Solo nel 2021 MC Solaar entrò in possesso dei diritti sugli album e li ripubblicò in vinile, in CD e sulle piattaforme streaming.

## Discografia

### Album in studio
- 1991 - Qui sème le vent récolte le tempo
- 1994 - Prose combat
- 1997 - Paradisiaque
- 1998 - MC Solaar
- 2001 - Cinquième as
- 2003 - Mach 6
- 2007 - Chapitre 7
- 2017 - Géopoétique
- 2024 - Triptyque : Lueurs Célestes
- 2024 - Triptyque : Éclats Cosmiques

### Album live
- 1998 - Le tour de la question

### Raccolte
- 2011 - Magnum 567